# Daniel Gärtner
Daniel Gärtner (* 14. Dezember 1975 in Erfurt) ist ein deutscher Bobfahrer.
Daniel Gärtner, für die RSG Hochsauerland startender Polizeimeister, kam 1994 zum Bobsport. Er war zunächst Anschieber im Bob von Matthias Höpfner, später bei Karl Angerer. Sein größter Erfolg im Seniorenbereich war der Gewinn des deutschen Meistertitels 2003 im Viererbob von Höpfner. 2005 war er Vizemeister, 2006 Dritter. Von 1998 bis 2000 saß er drei Jahre in Folge im Viererbob, der die deutsche Juniorenmeisterschaft gewann. Juniorenweltmeister war er 1997 und 2002, 1999 Zweiter und 1998 und 2000 Dritter. Bei Seniorenweltmeisterschaften wurde er 2003 Achter, bei den Europameisterschaften 2005 Fünfter, jeweils im Viererbob.